# 席天佑
席天佑（1963年—），美國外交官，前美國駐華大使館政治公使銜參贊，亦歷任美國駐東南亞國家協會臨時代理大使、美國駐汶萊大使、美國駐名古屋首席領事、美國駐新加坡大使館副館長兼代理館長等職。

## 生涯
席天佑於喬治城大學艾德蒙·A·華許外事學院獲得國際關係文學士學位，亦於2001年修畢國家戰爭學院理學碩士學位。加入外交界後，初期外派勤務包括美國駐菲律賓大使館領事官（1985至1987年）、美國駐日大使館政治官（1987至1989年）、美國駐華大使館政治官（1991至1993年）、美國駐名古屋領事館首席領事（1996至1999年）、美國駐日大使館政治處副處長（2002至2004年）。
2004年至2007年間，席天佑在美國駐華大使館擔任政治公使銜參贊，2007年至2010年則改任美國駐新加坡大使館副館長，任內曾代理館長職位長達1年，始自2009年，終於2010年。2010年至2011年間調回美國，擔任美國國務院東亞暨太平洋事務局大陸東南亞事務處長。他自2011年起作為美國大使駐節汶萊至2014年止，2015年加入美國陸軍戰爭學院當外交政策顧問。2017年內，他曾短期暫代美國駐東協大使職務。